# Хмелевик (Ленинградская область)
Хмелевик — деревня в Потанинском сельском поселении Волховского района Ленинградской области.

## История
На карте Санкт-Петербургской губернии Ф. Ф. Шуберта 1834 года упоминается деревня Нижний Хмелевик, а также смежная с ней деревня Верхний Хмелевик', состоящая из 20 крестьянских дворов.

НИЖНИЙ ХМЕЛЕВИК — деревня принадлежит Казённому ведомству, число жителей по ревизии: 18 м. п., 23 ж. п.

ХМЕЛЕВИК — деревня принадлежит Казённому ведомству, число жителей по ревизии: 63 м. п., 71 ж. п. (1838 год)

Деревня Нижний Хмелевик, а также Верхний Хмелевик из 20 дворов отмечены на карте Ф. Ф. Шуберта 1844 года.

НИЖНИЙ ХМЕЛЕВИК — деревня Ведомства государственного имущества, по просёлочной дороге, число дворов — 7, число душ — 21 м. п.

ВЕРХНИЙ ХМЕЛЕВИК — деревня Ведомства государственного имущества, по просёлочной дороге, число дворов — 28, число душ — 71 м. п (1856 год)

НИЖНИЙ ХМЕЛЕВИК — деревня казённая при ручье безымянном, число дворов — 9, число жителей: 23 м. п., 29 ж. п.

ВЕРХНИЙ ХМЕЛЕВИК — деревня казённая при ручье безымянном, число дворов — 33, число жителей: 79 м. п., 84 ж. п. (1862 год)

Согласно карте из «Исторического атласа Санкт-Петербургской Губернии» 1863 года деревня состояла из двух частей, которые назывались Нижний Хмелевик и Верхний Хмелевик.
Согласно епархиальным сведениям 1899 года деревни Нижний Хмелевик и Верхний Хмелевик относились к приходу церкви Рождества Богородицы Вороновского погоста.
В конце XIX — начале XX века деревня административно относилась к Шахновской волости 3-го стана Новоладожского уезда Санкт-Петербургской губернии.
По данным «Памятной книжки Санкт-Петербургской губернии» за 1905 год деревни назывались Верхний-Хмелевик и Нижний-Хмелевик, они входили в состав Хмелевского сельского общества.
С 1917 по 1923 год деревни Верхний Хмелевик и Нижний Хмелевик входили в состав Хмелевского сельсовета Шахновской волости Новоладожского уезда.
С 1923 года в составе Пашской волости Волховского уезда.
С 1924 года в составе Чуновского сельсовета.
С 1927 года в составе Пашского района.
По данным 1933 года деревни Верхний Хмелевик и Нижний Хмелевик входили в состав Чуновского сельсовета Пашского района.
С 1939 года деревни Верхний Хмелевик и Нижний Хмелевик учитывались областными административными данными как единая деревня Хмелевик.

Деревня Хмелевик на карте 1940 года

С 1955 года в составе Новоладожского района.
В 1958 году население деревни составляло 112 человек.
С 1960 года в составе Потанинского сельсовета.
С 1963 года в составе Волховского района.
По данным 1966, 1973 и 1990 годов деревня Хмелевик также входила  в состав Потанинского сельсовета.
В 1997 году в деревне Хмелевик Потанинской волости проживали 7 человек, в 2002 году — 13 человек (все русские).
В 2007 году в деревне Хмелевик Потанинского СП — 6.

## География
Деревня расположена в северо-восточной части района на автодороге 41К-376 (Низино — Потанино — Хмелевик).
Расстояние до административного центра поселения — 5 км.
К западу от деревни проходит железнодорожная линия Волховстрой I — Лодейное Поле. Расстояние до ближайшей железнодорожной станции Юги — 2 км.
К западу от деревни протекает река Воронежка.

## Демография
| 1862 | 2002 | 2007 | 2010 | 2017 |
| ---- | ---- | ---- | ---- | ---- |
| 215  | ↘13  | ↘6   | ↗10  | ↘1   |

### Национальный состав
Согласно данным Всероссийской переписи населения 2021 года в деревне проживали 7 человек, все русские.